# Sardy-lès-Épiry
Sardy-lès-Épiry est une commune française située dans le département de la Nièvre, en région Bourgogne-Franche-Comté.

## Géographie

### Climat
Pour des articles plus généraux, voir Climat de la Bourgogne-Franche-Comté et Climat de la Nièvre.
En 2010, le climat de la commune est de type climat océanique dégradé des plaines du Centre et du Nord, selon une étude du Centre national de la recherche scientifique s'appuyant sur une série de données couvrant la période 1971-2000. En 2020, Météo-France publie une typologie des climats de la France métropolitaine dans laquelle la commune est exposée à un climat océanique altéré et est dans la région climatique  Centre et contreforts nord du Massif Central, caractérisée par un air sec en été et un bon ensoleillement. 
Pour la période 1971-2000, la température annuelle moyenne est de 11 °C, avec une amplitude thermique annuelle de 16 °C. Le cumul annuel moyen de précipitations est de 906 mm, avec 12,8 jours de précipitations en janvier et 8,2 jours en juillet. Pour la période 1991-2020, la température moyenne annuelle observée sur la station météorologique de Météo-France la plus proche, « Lormes_sapc », sur la commune de Lormes à 14 km à vol d'oiseau, est de 11,2 °C et le cumul annuel moyen de précipitations est de 1 071,3 mm. 
La température maximale relevée sur cette station est de 40,7 °C, atteinte le 25 juillet 2019 ; la température minimale est de −18,1 °C, atteinte le 12 janvier 1987,,. 
Les paramètres climatiques de la commune ont été estimés pour le milieu du siècle (2041-2070) selon différents scénarios d'émission de gaz à effet de serre à partir des nouvelles projections climatiques de référence DRIAS-2020. Ils sont consultables sur un site dédié publié par Météo-France en novembre 2022.

## Urbanisme

### Typologie
Au 1er janvier 2024, Sardy-lès-Épiry est catégorisée commune rurale à habitat très dispersé, selon la nouvelle grille communale de densité à sept niveaux définie par l'Insee en 2022.
Elle est située hors unité urbaine et hors attraction des villes,.

### Occupation des sols
L'occupation des sols de la commune, telle qu'elle ressort de la base de données européenne d’occupation biophysique des sols Corine Land Cover (CLC), est marquée par l'importance des territoires agricoles (51,2 % en 2018), en diminution par rapport à 1990 (53,7 %). La répartition détaillée en 2018 est la suivante : 
prairies (45,9 %), forêts (40 %), mines, décharges et chantiers (6,7 %), terres arables (5,3 %), milieux à végétation arbustive et/ou herbacée (2 %). L'évolution de l’occupation des sols de la commune et de ses infrastructures peut être observée sur les différentes représentations cartographiques du territoire : la carte de Cassini (XVIIIe siècle), la carte d'état-major (1820-1866) et les cartes ou photos aériennes de l'IGN pour la période actuelle (1950 à aujourd'hui).

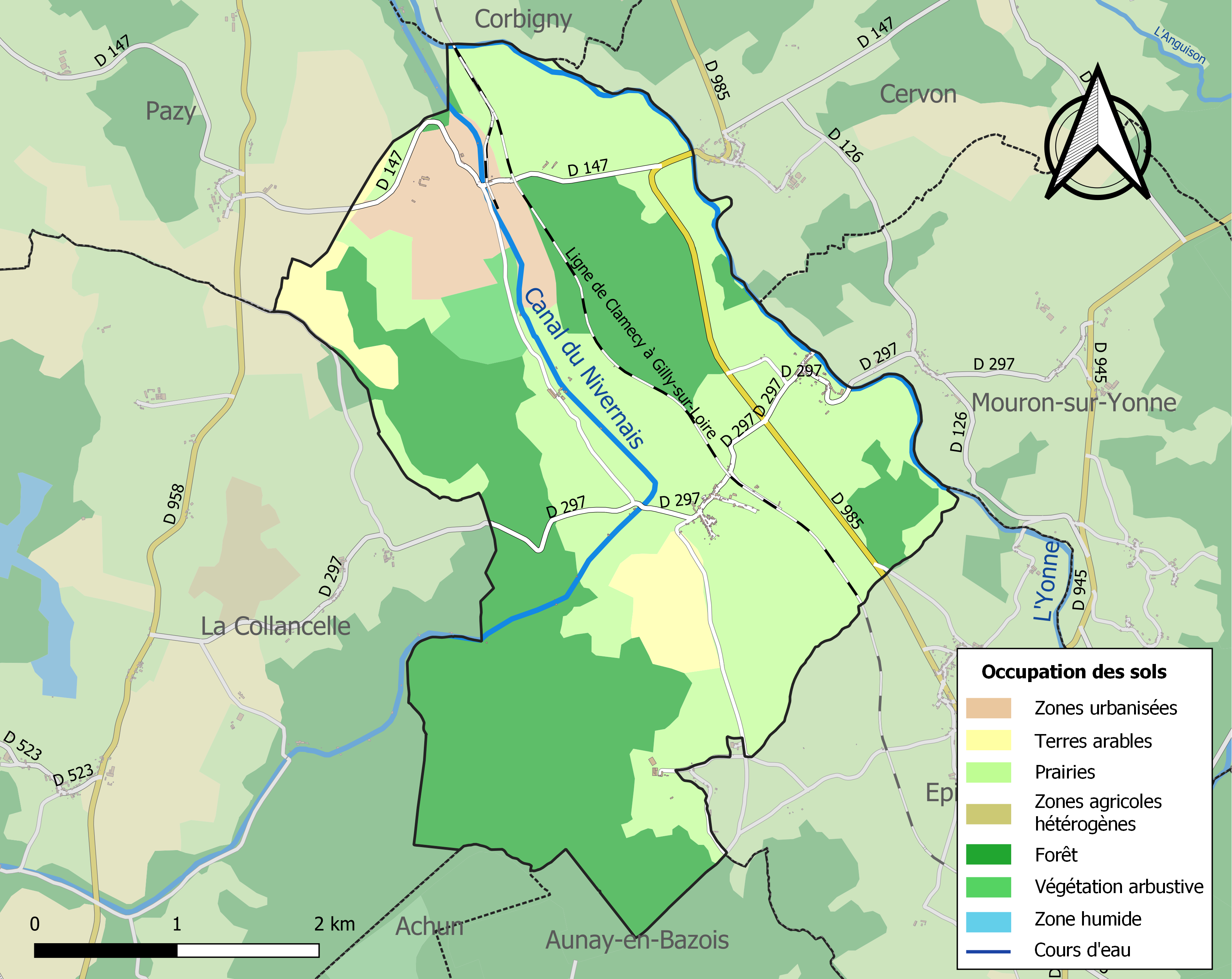
Carte des infrastructures et de l'occupation des sols de la commune en 2018 (CLC).

## Politique et administration
| Période                                  | Période  | Identité                  | Étiquette | Qualité                              |
| ---------------------------------------- | -------- | ------------------------- | --------- | ------------------------------------ |
| 1935                                     | 1940     | Antoine Gogot (1874-1960) | PCF       | Révoqué par le Gouvernement de Vichy |
| avant 1988                               | ?        | Marcellin Richard         |           |                                      |
| mars 2001                                | En cours | Thierry Pauron            | DVG       | Enseignant                           |
| Les données manquantes sont à compléter. |          |                           |           |                                      |

## Démographie
L'évolution du nombre d'habitants est connue à travers les recensements de la population effectués dans la commune depuis 1793. Pour les communes de moins de 10 000 habitants, une enquête de recensement portant sur toute la population est réalisée tous les cinq ans, les populations de référence des années intermédiaires étant quant à elles estimées par interpolation ou extrapolation. Pour la commune, le premier recensement exhaustif entrant dans le cadre du nouveau dispositif a été réalisé en 2006.

En 2022, la commune comptait 113 habitants, en évolution de −1,74 % par rapport à 2016 (Nièvre : −3,28 %, France hors Mayotte : +2,11 %).
| 1793 | 1800 | 1806 | 1821 | 1831 | 1836 | 1841 | 1846 | 1851 |
| ---- | ---- | ---- | ---- | ---- | ---- | ---- | ---- | ---- |
| 320  | 317  | 291  | 330  | 362  | 420  | 443  | 412  | 343  |

| 1856 | 1861 | 1866 | 1872 | 1876 | 1881 | 1886 | 1891 | 1896 |
| ---- | ---- | ---- | ---- | ---- | ---- | ---- | ---- | ---- |
| 345  | 334  | 377  | 373  | 439  | 405  | 447  | 487  | 489  |

| 1901 | 1906 | 1911 | 1921 | 1926 | 1931 | 1936 | 1946 | 1954 |
| ---- | ---- | ---- | ---- | ---- | ---- | ---- | ---- | ---- |
| 429  | 429  | 442  | 448  | 388  | 269  | 345  | 290  | 262  |

| 1962 | 1968 | 1975 | 1982 | 1990 | 1999 | 2006 | 2011 | 2016 |
| ---- | ---- | ---- | ---- | ---- | ---- | ---- | ---- | ---- |
| 208  | 211  | 196  | 163  | 136  | 146  | 148  | 142  | 115  |

| 2021 | 2022 | - | - | - | - | - | - | - |
| ---- | ---- | - | - | - | - | - | - | - |
| 111  | 113  | - | - | - | - | - | - | - |

## Environnement
Un projet de "Scierie géante " ou "Wood Valley" du Morvan  (zone d'activité incluant un pôle industriel de sciage de résineux (capacité à terme prévue pour 500 000 m3), une unité de cogénération (centrale thermique à bois, de 12 mégawatts et une unité de production de granulés de bois) est porté par la société Erscia France S.A.S. (Énergies renouvelables et sciages de France) qui souhaite s'installer sur la commune de Sardy-lès-Épiry dans le « bois du Tronçais » pour occuper environ 110 hectares en. Elle doit pour cela détruire des milieux utilisés par de nombreuses espèces protégées (oiseaux, chiroptères, reptiles, insectes saproxylophages rares ou devenus rares et considérés comme de bons bioindicateurs de la qualité d'un environnement forestier tels que Grand capricorne, le lucane cerf-volant, et pique-prune) pour se nourrir et se reproduire.
 Malgré trois avis négatif successifs du comité consultatif Conseil national de protection de la nature (CNPN), la société avait obtenu au nom de l'intérêt général un arrêté du préfet de la Nièvre autorisant la destruction d’espèces protégées, en dérogation de la loi et des directives européennes. Mais cette réglementation exige aussi que l'intérêt public soit considéré comme majeur. L'arrêté a été contesté par des associations de protection de la nature puis finalement annulé par le juge des référés du tribunal administratif de Dijon (le 27 février 2013), au motif qu'il n'était pas justifié par un motif d’intérêt public majeur et ne pouvait donc pas déroger à la directive européenne de 1992 et au droit français (code de l'environnement français) qui protègent depuis 1976 les espèces protégées, mais aussi depuis 1992 ses habitats ; l'interdiction a ensuite été confirmée par une décision du 9 octobre 2013 du Conseil d'État.

## Culture et patrimoine

### Lieux et monuments
- Série de 24 écluses.

- château médiéval de Marcilly à 3 km.

- Église Saint-Pierre-aux-Liens, reconstruite en 1851. Ouverte tous les jours, protection par grille[19].

- Chapelle Saint-Élymond, édifice du XVe siècle, ancien lieu de pèlerinage près d'une source.

### Personnalités liées à la commune
- Jean Maitron, né le 17 décembre 1910 à Sardy-lès-Epiry (Nièvre) et mort le 16 novembre 1987 à Créteil (Val-de-Marne), est un historien français spécialiste du mouvement ouvrier et du mouvement anarchiste. En 2022, une place du village est baptisée Place Jean-Maitron[20].